# Trương Huyền Tịnh
Trương Huyền Tịnh (giản thể: 张玄靓; phồn thể: 張玄靚; bính âm: Zhāng Xuánjìng) (350–363), tên tự Nguyên An (元安), còn gọi là Tây Bình Kính Điệu công (西平敬悼公, thụy hiệu do nhà Tấn ban) hoặc Tây Bình Xung công (西平沖公, thụy hiệu dùng trong nội bộ Tiền Lương) là một người cai trị nước Tiền Lương trong lịch sử Trung Quốc. Ông trở thành người cai trị trên danh nghĩa khi mới năm tuổi sau khi bá phụ Trương Tộ, người đoạt lấy quyền lực và giết chết huynh trưởng của ông là Trương Diệu Linh, bị giết chết trong một cuộc chính biến. Trương Huyền Tịnh được truy phong tước hiệu (Tiền) Lương Xung Vương [(前)涼沖王]
Những năm cai trị của ông là khoảng thời gian bất ổn định chính trị, nhiều người nhiếp chính đã bị lật đổ, bao gồm Trương Quán (張瓘), Tống Hỗn (宋混), Tống Trừng (宋澄), Trương Ung (張邕), và nhiếp chính cuối cùng là thúc phụ Trương Thiên Tích, người này đã giết chết ông và lên ngôi năm 363. Dưới sự nhiếp chính của Trương Quán, ông tạm thời dùng tước hiệu Lương vương, song sau khi Tống Hỗn lật đổ Trương Quán, ông lại sử dụng tước hiệu được nhà Tấn ban cho là Tây Bình công.

## Đầu đời
Trương Huyền Tịnh sinh năm 350, dưới thời cai trị của cha ông, Trương Trọng Hoa. Mẹ ông có khả năng là người thiếp của Trương Trọng Hoa, Quách phu nhân (bà được phong thái hậu năm 363). Ông có một người anh trai, Trương Diệu Linh, là thế tử của cha mình.
Năm 353, Trương Trọng Hoa qua đời, Trương Diệu Linh lên kế vị, song quyền lực thực tế nằm trong tay của bá phụ Trương Tộ, người này có một mối quan hệ tư thông với mẹ của Trương Trọng Hoa là Mã Thái hậu và nhận được sự trợ giúp của bà vào đầu năm 354 để phế truất Trương Diệu Linh và đưa ông ta lên ngôi. Cuối năm, khi Trương Tộ tuyên bố tuyệt giao với nhà Tấn, ông ta lập Trương Huyền Tịnh làm Lương Vũ hầu.
Năm 356, Trương Tộ bị lật đổ và bị giết bởi các tướng Trương Quán và Tống Hỗn. Ban đầu, Tống Hỗn muốn Trương Huyền Tịnh dùng tước hiệu nhà Tấn ban cho là Tây Bình công, một tước hiệu truyền đời, song Trương Quán đã bác bỏ ý của Tống Hỗn và yêu cầu người cai trị nhỏ tuổi xưng làm Lương vương, một tước hiệu mà triều đình nhà Tấn trước đó đã từ chối ban cho. Trương Quán trở thành người nhiếp chính.

## Dưới thời Trương Quán nhiếp chính
Mặc dù đã yêu cầu Trương Huyền Tịnh tự xưng làm Lương vương, song Trương Quán vẫn muốn Tiền Lương là một nước chư hầu của nhà Tấn. Tuy nhiên, năm 356, dưới sức ép quân sự và ngoại giao của Tiền Tần, Trương Quán đã thay mặt Trương Huyền Tịnh, chính thức khuất phục Tiền Tần và trở thành chư hầu.
Trương Quán trị quốc một cách độc đoán, dựa trên ý muốn của mình. Năm 359, ông nghi ngờ Tống Hỗn và muốn giết chết ông ta cùng người em Tống Trừng (宋澄), rồi sau đó phế truất Trương Huyền Tịnh và lên ngôi. Tuy nhiên, Tống Hỗn đã biết được tin tức về việc này, ông bắt đầu nổi loạn ngay bên trong kinh thành Cô Tang (姑臧, nay thuộc Vũ Uy, Cam Túc). Quân của Tống Hỗn và Trương Quán đã giao chiến bên trong kinh thành song cuối cùng ưu thế đã nghiêng về quân của Tống Hỗn, Trương Quán và người em trai là Trương Cư (張琚) tự tử, gia tộc của họ bị thảm sát. Tống Hỗn trở thành người nhiếp chính.

## Dưới thời Tống Hỗn và Tống Trừng nhiếp chính
Tống Hỗn đã trị quốc tốt hơn do ông đã nhấn mạnh vào lòng trung thành và khoan dung. Ông cũng yêu cầu Trương Huyền Tịnh từ chối tước hiệu Lương vương và trở về với tước hiệu Tây Bình công. Mọi người hài lòng về người nhiếp chính này. Tuy nhiên, khủng hoảng lại tiếp diễn vào năm 361, sau khi Tống Hỗn chết. Theo đề nghị trước khi chết của Tống Hỗn, Tống Trừng trở thành người nhiếp chính, song người này không giỏi giang như Tống Hỗn, và ngay sau đó bị tướng Trương Ung (張邕) giết chết, gia tộc họ Tống bị tàn sát. Trương Ung và thúc phụ của Trương Huyền Tịnh là Trương Thiên Tích trở thành đồng nhiếp chính, song Trương Ung có phần lớn quyền lực.

## Dưới thời Trương Ung và Trương Thiên Tích nhiếp chính
Sau khi trở thành người nhiếp chính, Trương Ung trở nên kiêu ngạo, hoang dâm, và độc tài, thường xuyên ra lệnh xử tử các quan lại, đem đến cho các quý tộc và quan lại nỗi sợ hãi. Hầu cận của Trương Thiên Tích là Lưu Túc (劉肅), so sánh Trương Ung với Trương Tộ, đã thuyết phục Trương Thiên Tích rằng cần phải hành động chống lại Trương Ung, và đến năm 361, Trương Thiên Tích đã lệnh cho Lưu Túc và thuộc cấp khác, Triệu Bạch Câu (趙白駒) ám sát Trương Ung song đã thất bại. Trương Ung sau đó tập hợp quân lính của mình và tiến đánh Trương Thiên Tích, song Trương Thiên Tích đã thuyết phục quân của Trương Ung rằng ông ta đã trả thù gia tộc Tống và ông ta sẽ thảm sát hoàng tộc. Quân của Trương Ung do vậy đã bỏ rơi ông ta, Trương Ung sau đó tự sát. Gia tộc của Trương Ung bị thảm sát, và Trương Thiên Tích trở thành người nhiếp chính duy nhất. Trương Thiên Tích chấm dứt việc sử dụng niên hiệu Kiến Hưng của Tấn Mẫn Đế và bắt đầu sử dụng niên hiện đương thời của nhà Tấn, nhằm thể hiện mối quan hệ mật thiết hơn với nhà Tấn.
Năm 363, Mã Thái hậu qua đời, Trương Thiên Tích phong cho Quách phu nhân làm thái hậu. Bà lo ngại Trương Thiên Tích, và do vậy bà đã âm mưu với đại thần Trương Khâm (張欽) để giết chết Trương Thiên Tích song tin tức đã bị lọt ra ngoài, Trương Khâm và các đồng mưu khác bị giết. Trương Huyền Tịnh trở nên lo sợ và nhường ngôi lại cho Trương Thiên Tích song ông ta đã từ chối. Tuy nhiên, một tháng sau đó, Trương Thiên Tích lệnh cho Lưu Túc dẫn một đội quân tiến vào cung và giết chết Trương Huyền Tịnh (khi ấy mới 13 tuổi) và tuyên bố rằng Trương Huyền Tịnh bị bệnh chết. Trương Thiên Tích lên ngôi.